# Papagaio-escarlate
Lóris-vermelho, lóri-vermelho, papagaio-escarlate ou lóris-borneo (Eos bornea) é uma espécie de papagaio na família Psittaculidae. É endêmica da Indonésia. Seu habitat natural são os manguezais tropicais e planícies tropicais.